# Maikel Zijlaard
Maikel Zijlaard (født 1. juni 1999 i Rotterdam) er en cykelrytter fra Holland, der er på kontrakt hos Tudor Pro Cycling Team.